# Parafia Najświętszej Maryi Panny Matki Miłosierdzia w Jarząbkach
Parafia Najświętszej Maryi Panny Matki Miłosierdzia w Jarząbkach – parafia rzymskokatolicka, znajdująca się w diecezji kieleckiej, w dekanacie chmielnickim.